# Коршун (шхуна)
«Коршун» — пароход РОПиТ, а затем парусно-винтовая шхуна Черноморского флота Российской империи. Во время службы в составе РОПиТ судно использовалось в качестве товарного парохода, в составе российского флота принимало участие в русско-турецкой войне 1877—1878 годов, в том числе в боях под Сулином, а также использовалась как стационер в Сулине и Бургасе.

## Описание судна
Пароход, а затем парусно-винтовая шхуна с железным корпусом водоизмещением 700 тонн. Длина судна составляла 58,06 метра, ширина — 8,84 метра, а осадка 1,37 метра. На шхуне была установлена одна вертикальная двухцилиндровая паровая машина простого расширения компании Andrew Leslie & Co. мощностью 40 номинальных лошадиных сил, что составляло 120 индикаторных лошадиных сил, и один цилиндрический котёл; в качестве движителя помимо парусов использовался один гребной винт. Скорость судна могла достигать 7 узлов. Артиллерийское вооружение на судно не устанавливалось.
Одно из двух парусных судов Российского императорского флота, носивших это наименование, в составе Черноморского флота также несла службу одноимённая парусно-гребная канонерская лодка 1822 года постройки.

## История службы
Пароход был заложен на стапеле верфи Andrew Leslie & Co. в Ньюкасле в 1867 году, спущен на воду 5 (17) марта 1868 года и в том же месяце был принят в состав судов РОПиТ в качестве товарного парохода. После начала русско-турецкой войны стоял в Севастополе и не использовался. 10 (22) декабря 1877 года был арендован у РОПиТ Морским ведомством, переоборудован в шхуну и включён в состав Черноморского флота России.
В составе флота шхуна принимала участие в русско-турецкой войне 1877—1878 годов. Первоначально использовалась в качестве портового судна в Одессе. В 14 (26) января 1878 года находилась в составе отряда под общим командованием контр-адмирала Н. М. Чихачёва, совершившего переход из Одессы к Сулину и предпринявшего неудачную попытку его захвата. Отряд должен был зайти с моря, чтобы поддержать одновременную атаку на Сулин с моря и Дуная, однако значительная зыбь и туман вынудили суда отряда покинуть акваторию Сулина и вернуться в Одессу. В кампанию того же года выходила в плавания в Чёрное море.
После завершения боевых действий использовалась в качестве стационера в Сулине и Бургасе, а 6 (18) декабря 1878 года была возвращена владельцу.
В кампанию 1892 году возвращенная владельцу шхуна была переоборудована в баржу.